# Karische Sprache
Das Karische war die Sprache der Karer, der indigenen Bevölkerung des südlichen Westkleinasiens (Karien) während der griechischen Antike. Es war eine anatolische Sprache, und damit auch eine indogermanische. Am nächsten steht es dem im Südosten angrenzenden Lykischen und insbesondere der lykischen Dichtersprache (Lykisch B oder auch Milyisch), während es sich von dem im Norden angrenzenden Lydischen stark unterscheidet.
Die karische Sprache ist in mehr als 200 Inschriften aus der Zeit zwischen 750 und 250 v. Chr. überliefert. Ältere Inschriften wurden in Ägypten und Nubien gefunden (Abu Simbel, Memphis u. a.), wo Karer Söldner im Dienste des Pharaos waren, sie stammen aus dem 7. und 6. Jahrhundert. Die jüngeren Inschriften stammen aus Karien selbst.

## Schrift
Karisch wurde in einer lokalen Schriftform geschrieben, der karischen Schrift, die dem westgriechischen Alphabet ähnlich sah und sich aus insgesamt 45 Einzelzeichen zusammensetzte.
Die Entzifferung der karischen Schrift wurde lange Zeit dadurch behindert, dass viele Zeichen wie griechische aussehen, aber einen völlig anderen Lautwert haben. Erst Thomas W. Kowalski gelang es 1975, aufgrund der Namengleichungen in ägyptisch-karischen Inschriften eine Anzahl von Lautwerten richtig zu bestimmen. Dieser Ansatz wurde dann von John D. Ray, Ignacio Javier Adiego und auch Diether Schürr aufgenommen, korrigiert und weiter ausgebaut. Im Jahre 1996 fand man im antiken Kaunos eine längere karische Inschrift mit einer Parallelversion in griechischer Sprache (Bilingue), die es erlaubte, viele der bereits gewonnenen Lesungen zu bestätigen.